# Iglesia de la Santa Fe (Rauric)
La iglesia de la Santa Fe de Rauric es un edificio religioso del núcleo de población de Rauric perteneciente al municipio de Llorach en la comarca catalana de la Cuenca de Barberá en la provincia de Tarragona. Es una iglesia de arquitectura popular incluida en el Inventario del Patrimonio Arquitectónico de Cataluña y protegida como Bien Cultural de Interés Local.

## Descripción

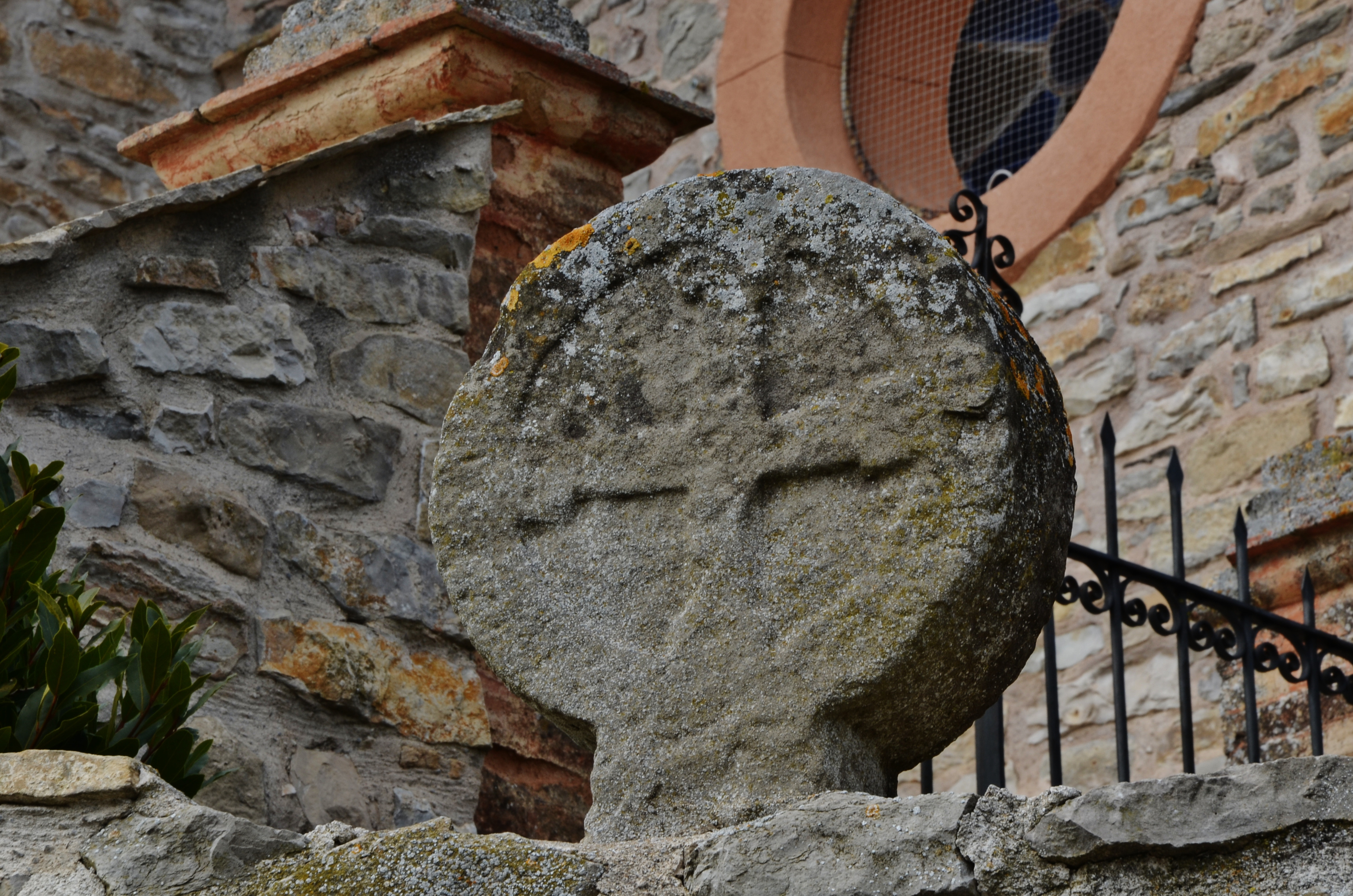
Estela funeraria junto la iglesia

Por la estructura de la puerta y el rosetón central la iglesia de la Santa Fe, de una sola nave, debió ser construida a mediados del siglo XVIII y posteriormente reformada en 1882, con la construcción de un campanario de espadaña mayor que el anterior, la anexión de dos capillas laterales y el enlucido de la fachada. Linda con el cementerio del pueblo donde se conservan las estelas funerarias discoidales, muy características en la parte del límite con la comarca de la Segarra.
En el interior del recinto de culto se encuentra una pila bautismal dentro de una reja de hierro forjado y un retablo del 1638 dedicado a san Isidro.